# 花山李氏

花山李氏

花山李氏（韩语：／ Hwasan Yi-ssi）是朝鮮半島一個越南起源的氏族，本貫花山位於今日黃海北道金川郡。2000年人口調査時，發現有1775人。
花山李氏的祖先是李龍祥。李龍祥為越南李朝皇帝李英宗的第七子，封建平王。1226年，李朝滅亡，其皇室遭到屠殺。李龍祥率其支持者乘船出逃，抵達高麗黃海道甕津郡花山面。高麗高宗對此深感同情，將當地土地賜給他，封其為花山君。在蒙古入侵高麗期間，李龍祥與當地居民一起同蒙古人作戰。他的後代尊其為始祖，開創花山李氏。

## 在韓越友好中扮演的角色
在現代，花山李氏在韓越友好交流中扮演重要角色。
1958年11月6日，大韓民國總統李承晚在訪問越南共和國時，曾向當地媒體稱自己是李龍祥的後裔。不過事實上李承晚出身於全州李氏，實乃讓寧大君的後裔。
1995年花山李氏家族訪問越南，越共書記杜梅等領導人接待了他們，並給予他們與越南人同等的法律待遇、承認皇室後裔等待遇。
每年農曆3月15日李朝成立之日，越南政府都會邀請宗親會長及會友出席紀念儀式。2002年12月，越南河內歌劇院上演了李龍祥出奔高麗、成為花山李氏始祖的劇目。